# Len Green
Leonard Hope Green (sinh ngày 2 tháng 10 năm 1936) là một cựu cầu thủ bóng đá người Anh có 50 lần ra sân ở Football League thi đấu ở vị trí hậu vệ phải cho Darlington. Ông cũng thi đấu bóng đá non-league cho các câu lạc bộ bao gồm Lingfield Lane và Horden Colliery Welfare.
Ông là thành viên của đội Darlington đã hòa Chelsea, đội mà chỉ ba mùa giải trước đã vô địch, ở vòng 4 của Cúp FA 1958-59, và thắng trận đá lại 4–1 để vào đến vòng 16 đội lần thứ hai duy nhất trong lịch sử.